# Margaret Geller
Margaret J. Geller (1947), es una astrónoma y profesora norteamericana. Trabaja como Astrónoma Senior en el Observatorio Astrofísico Smithsoniano, y ha escrito numerosos artículos y producido cortometrajes científicos, ganadores de premios.
Está interesada en hacer mapas acerca de la distribución de la misteriosa ubicación de la materia oscura en el universo, el halo de nuestra galaxia, la Vía Láctea, para entender el enlace entre la historia de nuestra Galaxia y la historia del Universo, hacer mapas de racimos de galaxias para entender como dichos sistemas se desarrollaron en la historia del Universo, y medir e interpretar la signatura de la formación de estrellas en el espectro de galaxias para entender el enlace entre la formación de estrellas en las galaxias y su ambiente. Dirige un programa llamado SHELS que mapea la distribución de la misteriosa y ubicua materia oscura en el universo.
En 1989, descubrió la llamada Gran Muralla conjuntamente con John Huchra basada en los datos del cambio del movimiento del rojo de la CfA Redshift Survey.

## Premios y honores
- 1989 Premio Newcomb Cleveland de la Asociación Estadounidense para el Avance de la Ciencia junto con John P. Huchra por "Mapear el Universo"
- Beca de la Fundación MacArthur 1990
- 1990 Academia Estadounidense de Artes y Ciencias
- 1992 Academia Nacional de Ciencias
- 1993 Conferencia de Helen Sawyer Hogg de la Sociedad Astronómica Canadiense[9]
- 1996 Premio Klopsteg Memorial de la Asociación Estadounidense de Profesores de Física
- 1997 León de la Biblioteca de la Biblioteca Pública de Nueva York[10]
- 2003 La Medaille de l'ADION del Observatorio de Niza
- 2008 Magellanic Premium por la American Philosophical Society por su investigación sobre las agrupaciones de galaxias.
- 2009 Título honorario (DSHC) de Colby College
- 2011 Cátedra Henry Norris Russell de la Sociedad Astronómica Estadounidense
- 2010 Medalla James Craig Watson de la Academia Nacional de Ciencias
- 2013 Premio Julius Edgar Lilienfeld  de la Sociedad Estadounidense de Física
- 2014 Medalla Karl Schwarzschild de la Sociedad Astronómica Alemana
- 2014 Título honorario (DSHC) de Dartmouth College
- 2018 Título honorario (LHC) de la Universidad de Turín